# پتن، کوهستان
پتن (به انگلیسی: Pattan) یک منطقهٔ مسکونی در پاکستان است که در خیبر پختونخوا واقع شده‌است. پتن ۸۳۳ متر بالاتر از سطح دریا واقع شده‌است.